# آکانتوسینینی
آکانتوسینی (نام علمی: Acanthocinini) نام یک تبار از تیره سوسک‌های شاخک‌دراز است.